# Opisthocomus
Opisthocomus is een geslacht van vogels uit de familie Hoatzin (Opisthocomidae). Het geslacht telt één soort.

## Soorten
- Opisthocomus hoazin – Hoatzin